# 바알베크
바알베크(بعلبك)은 레바논 바알베크헤르멜 주 베카 계곡에 있는 도시로, 높이는 해발 1,170m이며 리타니 강 동쪽에 있다. 로마 제국 시기에 지어진 사원 유적으로 유명한 도시이다. 바알베크는 로마 제국 시대에 헬리오폴리스라는 이름으로 알려져 있을 정도로 로마 제국의 최대 성지 가운데 하나였다. 이 곳에서는 바알베크 국제 페스티벌이 매년 열린다.
바알베크는 북위 34°00′22″, 동경 36°12′31″에 위치하고 있으며 베이루트에서 북동쪽으로 85km, 시리아 다마스쿠스에서 북쪽으로 75km 정도 떨어진 곳에 있다. 인구는 72,000명이다.

## 기후
| Baalbek의 기후           | Baalbek의 기후 | Baalbek의 기후 | Baalbek의 기후 | Baalbek의 기후 | Baalbek의 기후 | Baalbek의 기후 | Baalbek의 기후 | Baalbek의 기후 | Baalbek의 기후 | Baalbek의 기후 | Baalbek의 기후 | Baalbek의 기후 | Baalbek의 기후 |
| 월                       | 1월            | 2월            | 3월            | 4월            | 5월            | 6월            | 7월            | 8월            | 9월            | 10월           | 11월           | 12월           | 연간           |
| ------------------------ | -------------- | -------------- | -------------- | -------------- | -------------- | -------------- | -------------- | -------------- | -------------- | -------------- | -------------- | -------------- | -------------- |
| 일평균 최고 기온 °C (°F) | 9.0 (48.2)     | 9.8 (49.6)     | 13.7 (56.7)    | 19.0 (66.2)    | 24.4 (75.9)    | 29.6 (85.3)    | 32.5 (90.5)    | 33.0 (91.4)    | 29.0 (84.2)    | 23.7 (74.7)    | 16.3 (61.3)    | 11.1 (52.0)    | 20.9 (69.7)    |
| 일일 평균 기온 °C (°F)   | 4.4 (39.9)     | 5.0 (41.0)     | 8.2 (46.8)     | 12.8 (55.0)    | 17.2 (63.0)    | 22.0 (71.6)    | 24.3 (75.7)    | 25.1 (77.2)    | 21.0 (69.8)    | 16.7 (62.1)    | 10.7 (51.3)    | 6.3 (43.3)     | 14.5 (58.1)    |
| 일평균 최저 기온 °C (°F) | −0.1 (31.8)    | 0.3 (32.5)     | 2.8 (37.0)     | 6.6 (43.9)     | 10.1 (50.2)    | 14.4 (57.9)    | 16.2 (61.2)    | 17.2 (63.0)    | 13.1 (55.6)    | 9.7 (49.5)     | 5.2 (41.4)     | 1.6 (34.9)     | 8.1 (46.6)     |
| 평균 강수량 mm (인치)    | 103 (4.1)      | 86 (3.4)       | 60 (2.4)       | 31 (1.2)       | 17 (0.7)       | 1 (0.0)        | 0 (0)          | 0 (0)          | 2 (0.1)        | 16 (0.6)       | 49 (1.9)       | 79 (3.1)       | 444 (17.5)     |
| 출처:                    |                |                |                |                |                |                |                |                |                |                |                |                |                |

## 사진첩

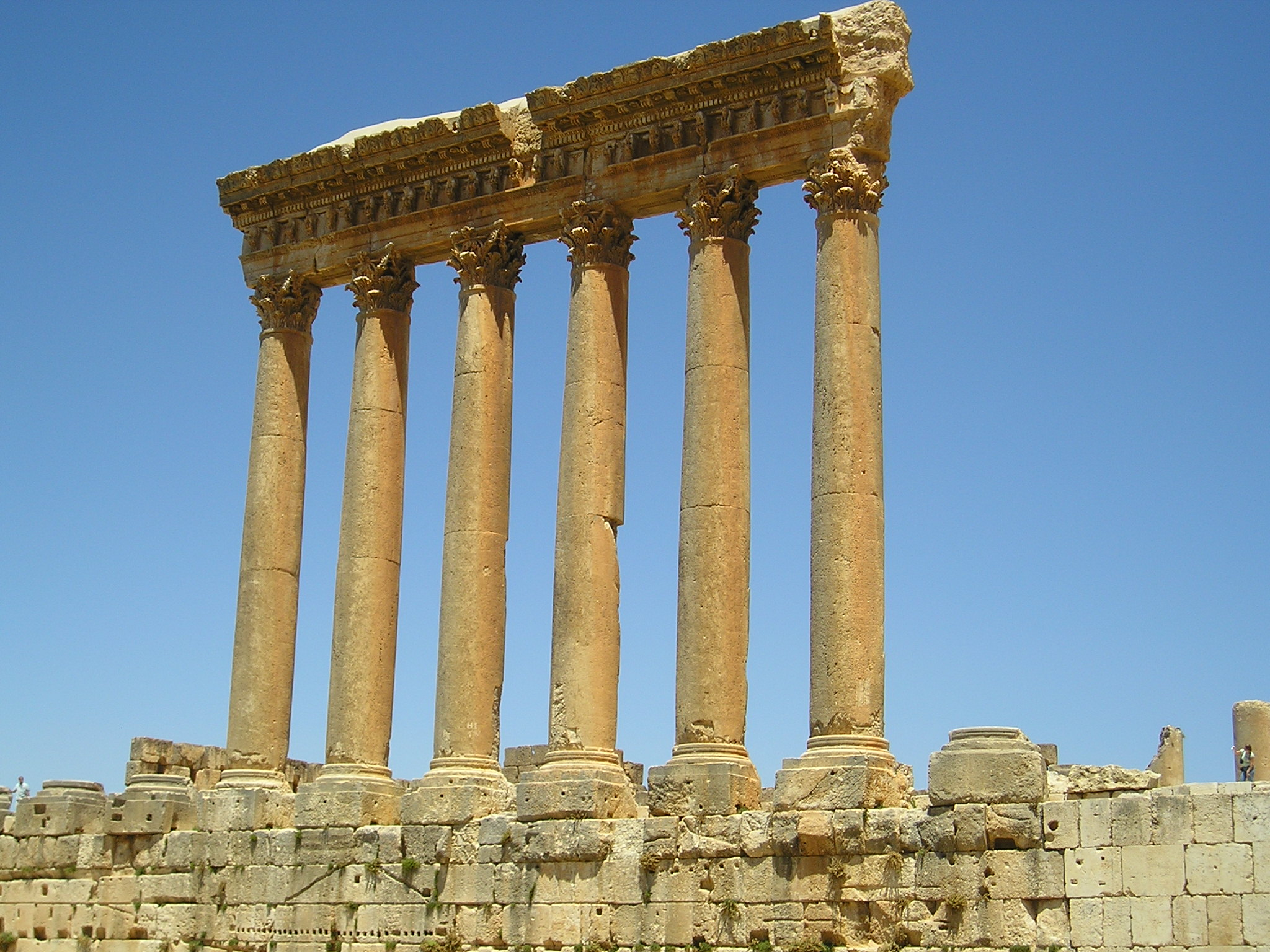
주피터 신전
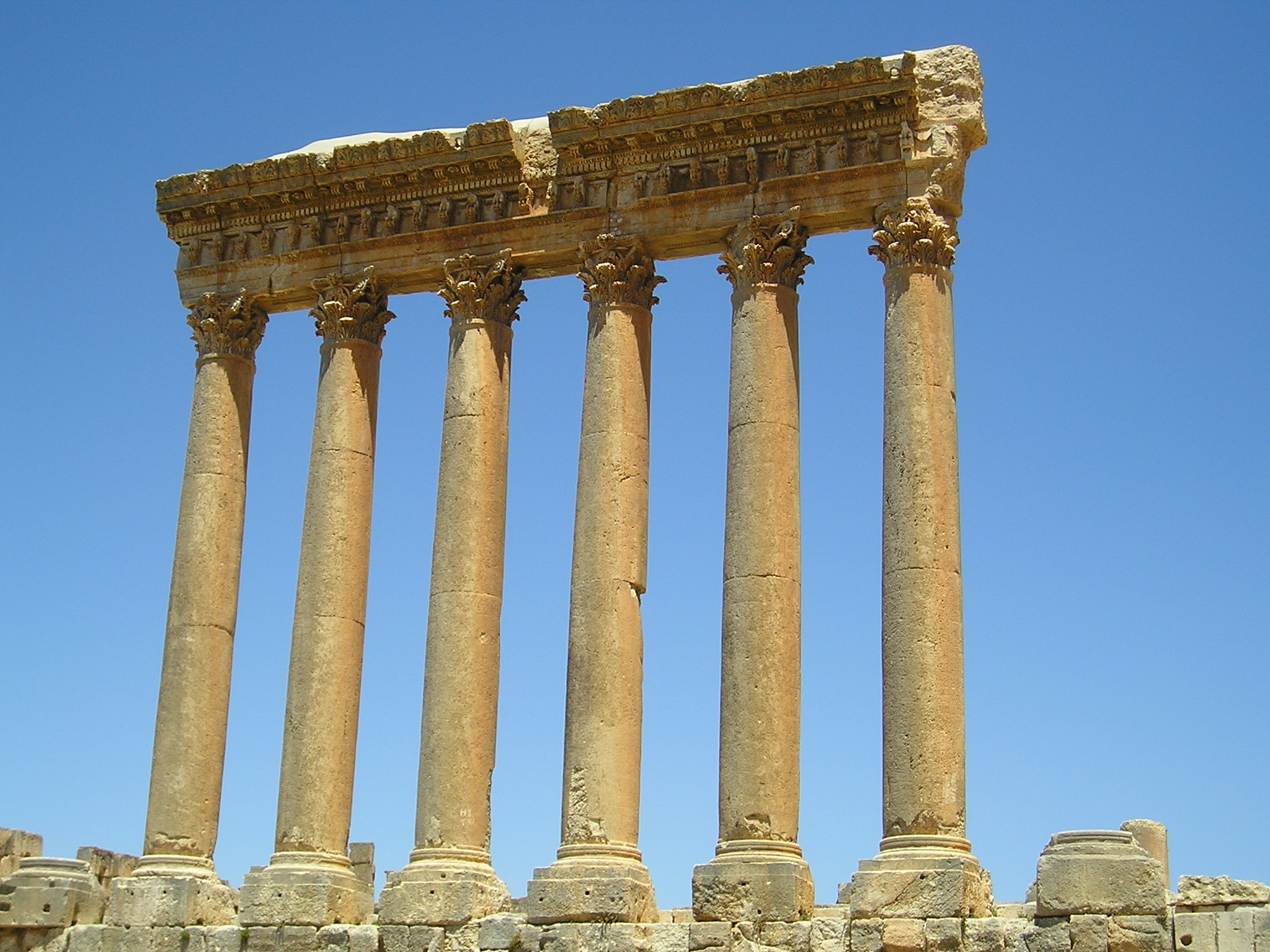
주피터 신전
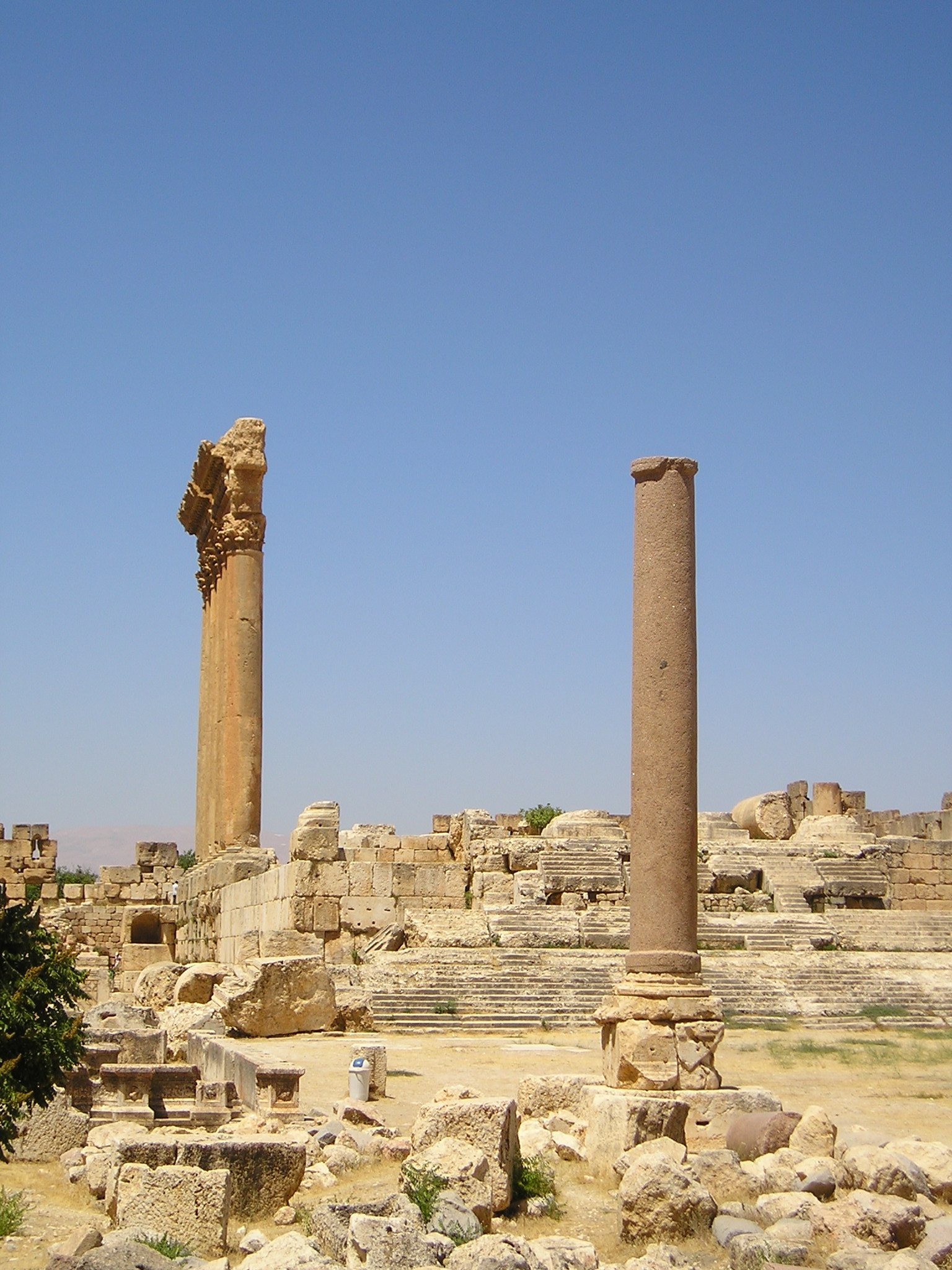
대왕궁에서 본 주피터 신전
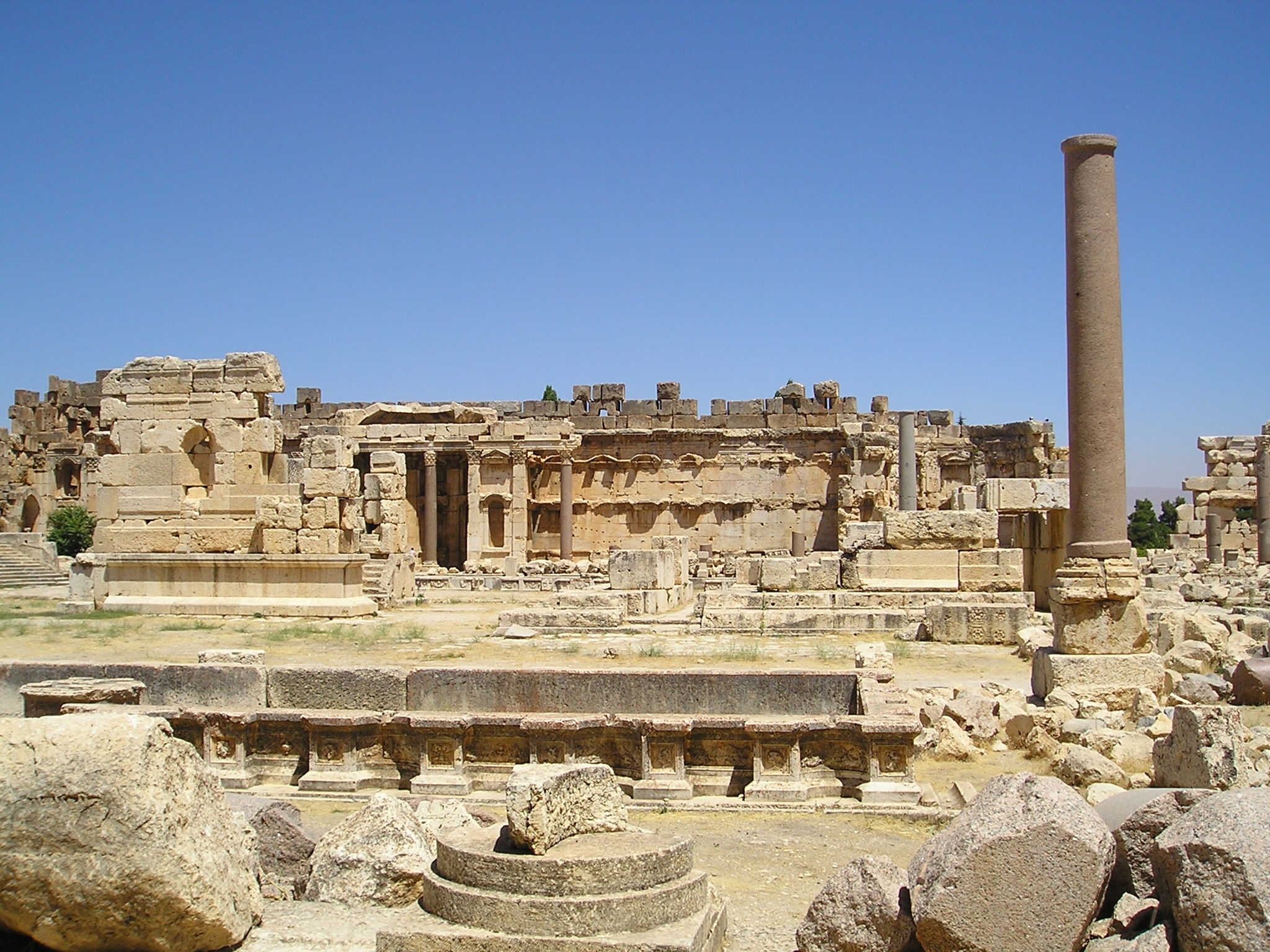
대왕궁
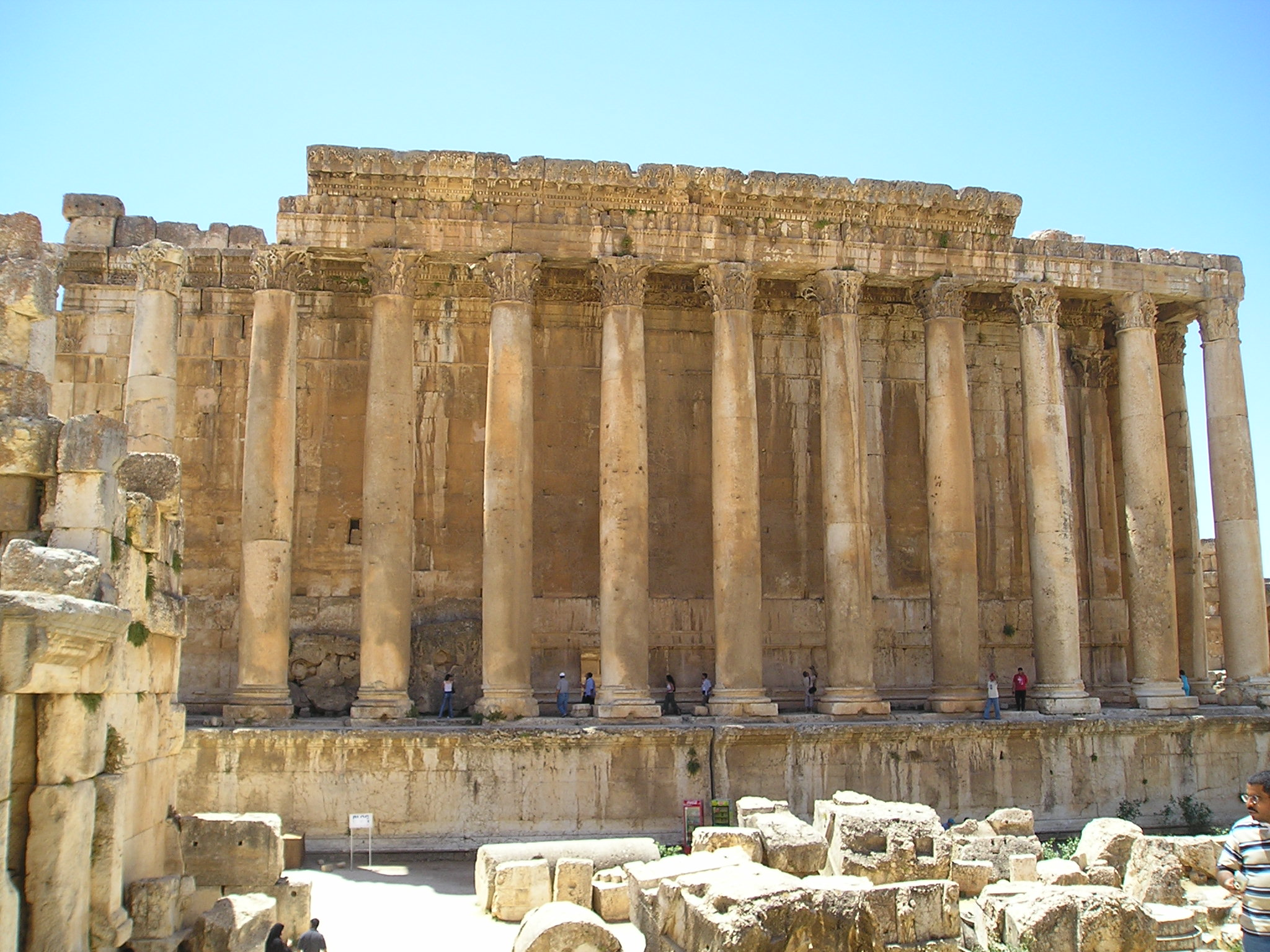
바쿠스 신전
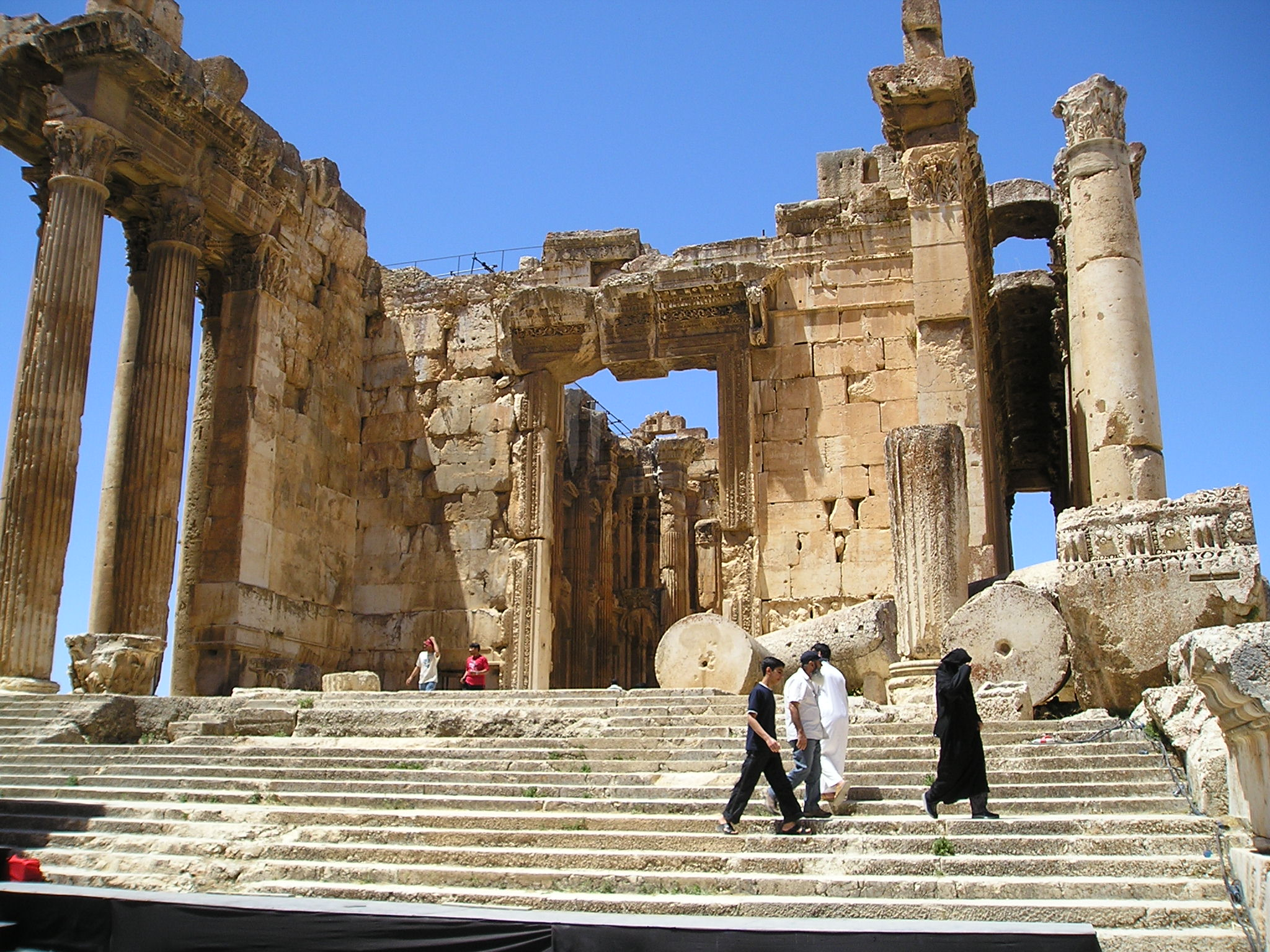
바쿠스신전 입구
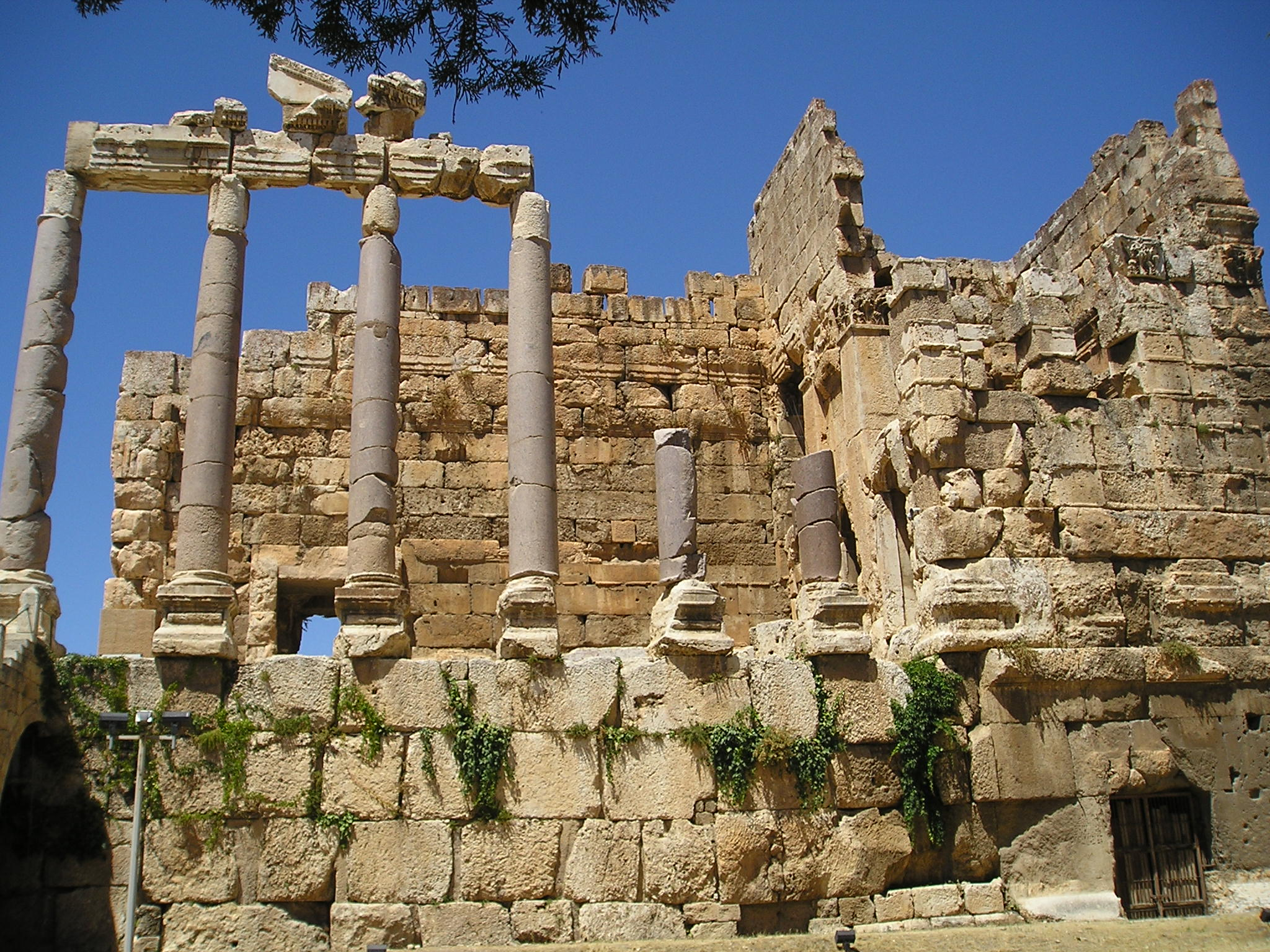
도시 입구
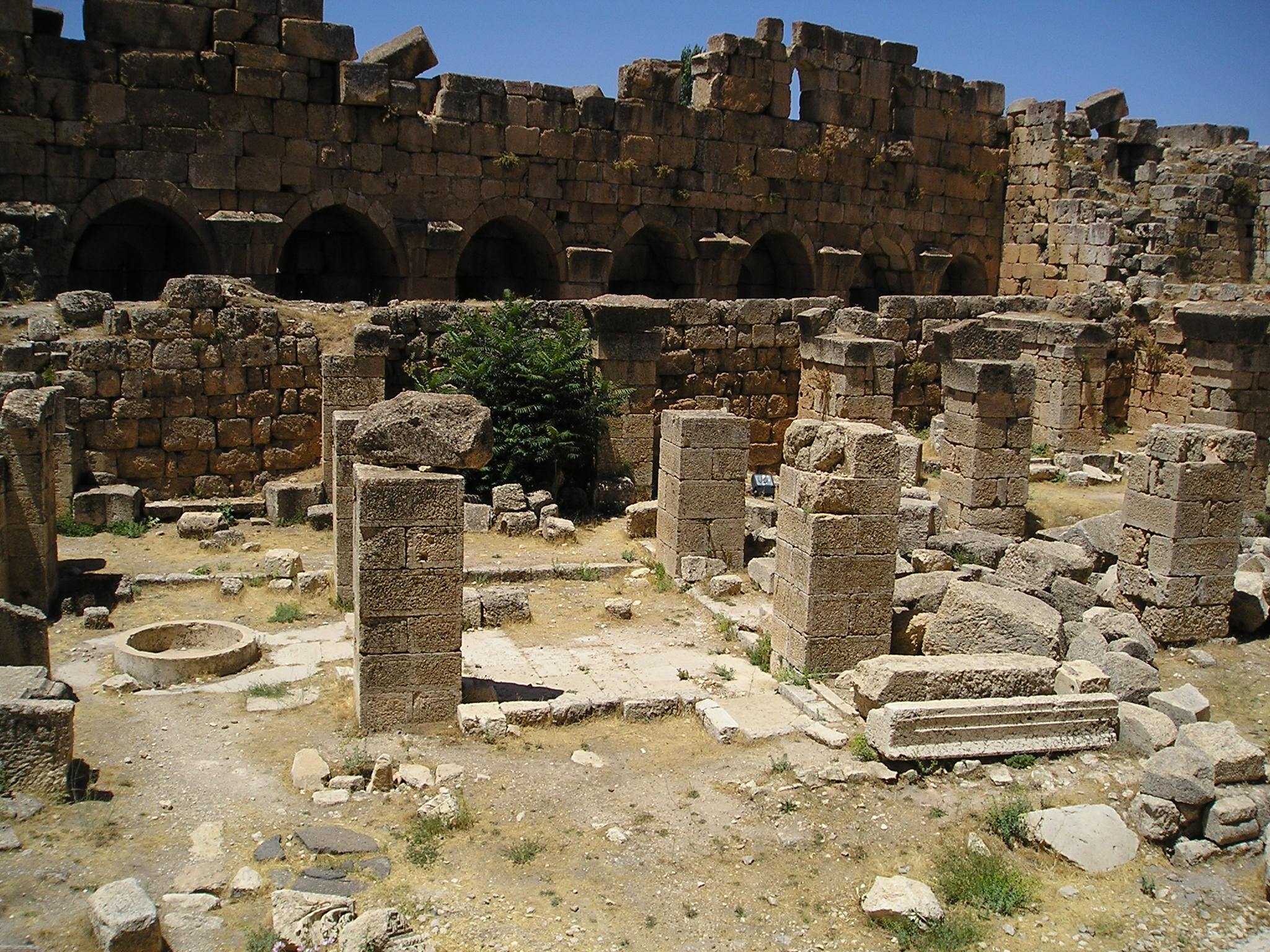
옛 모스크의 기둥
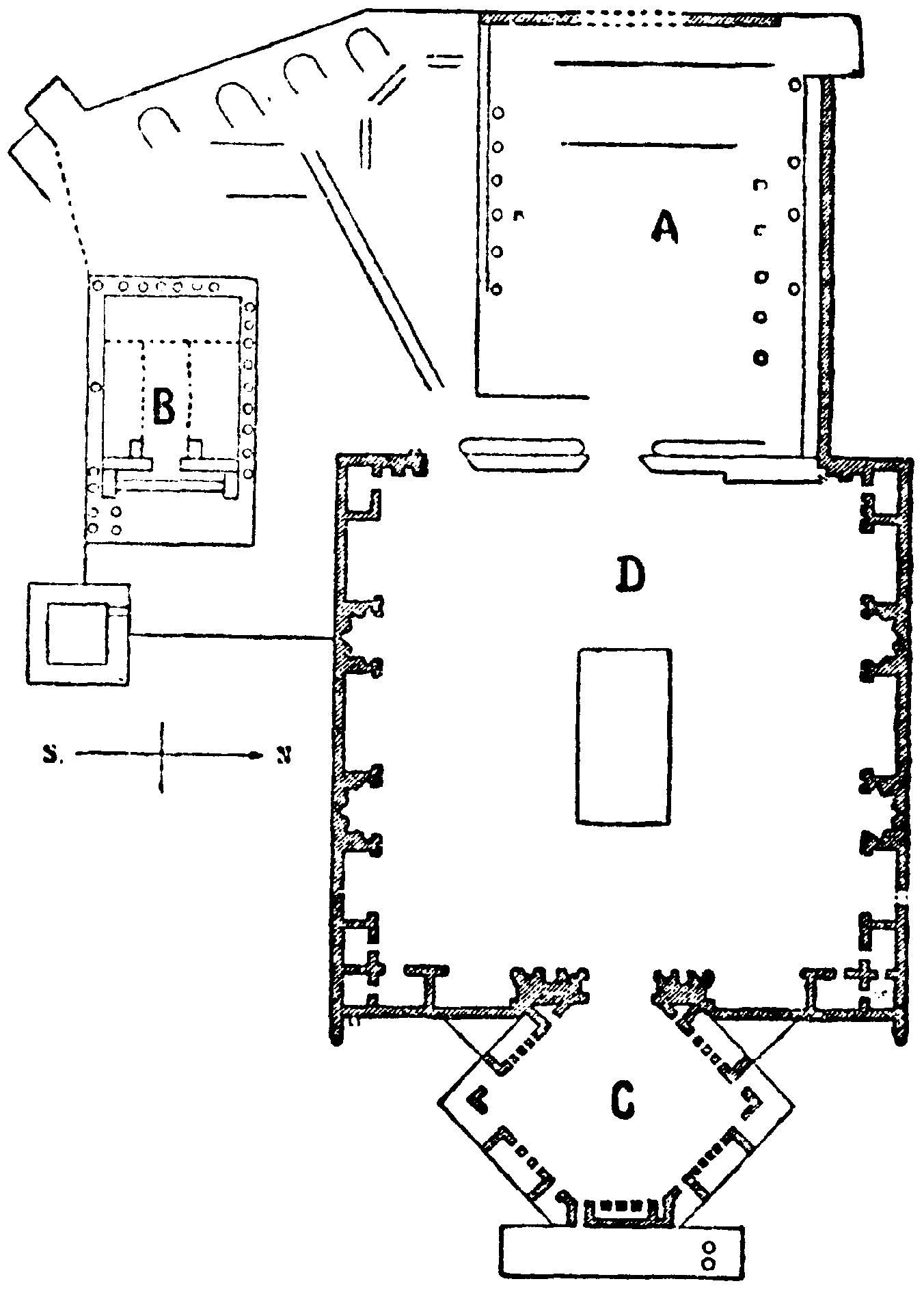
사원 복합체의 계획
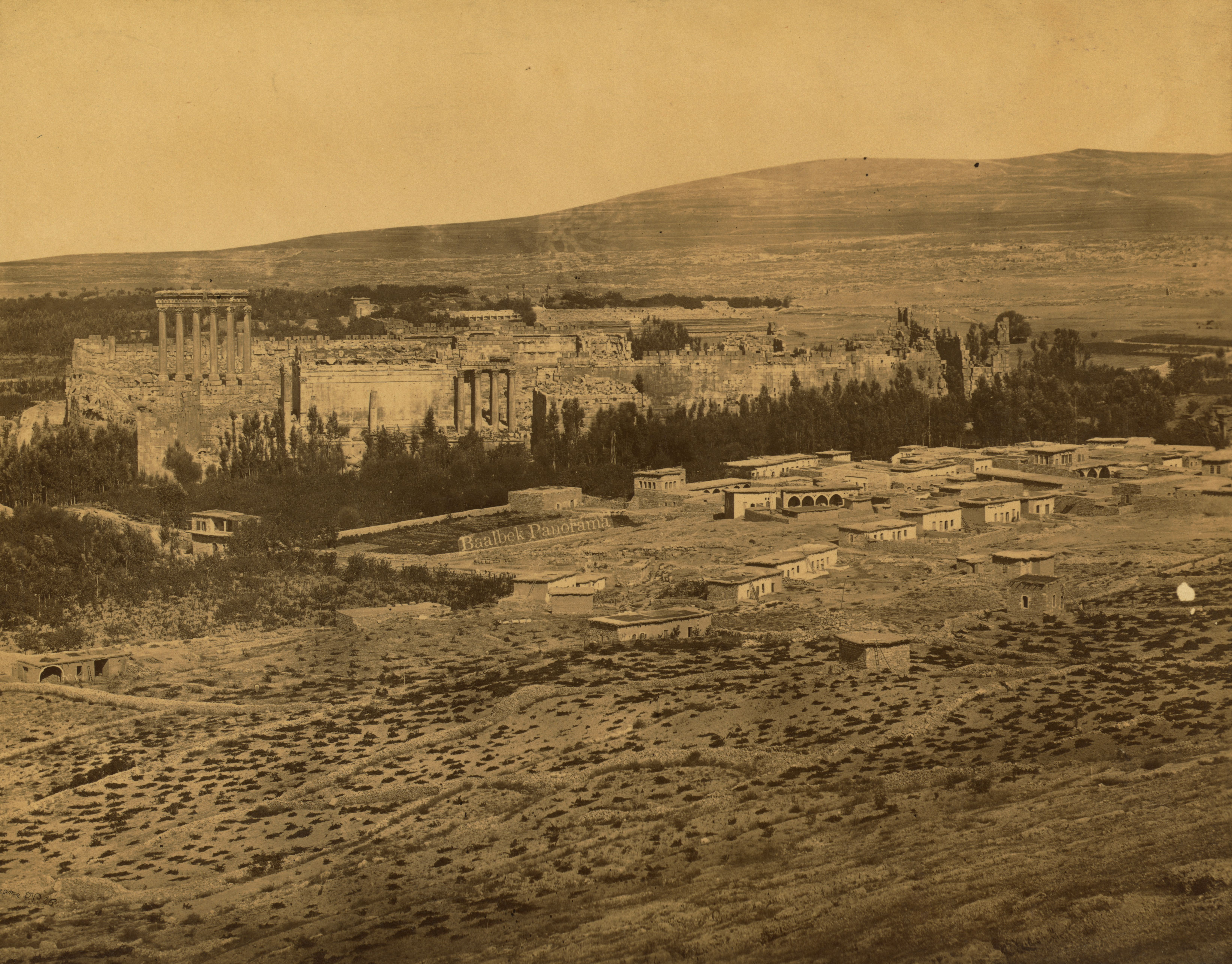
바알베크의 모습 (1890 - 1900)
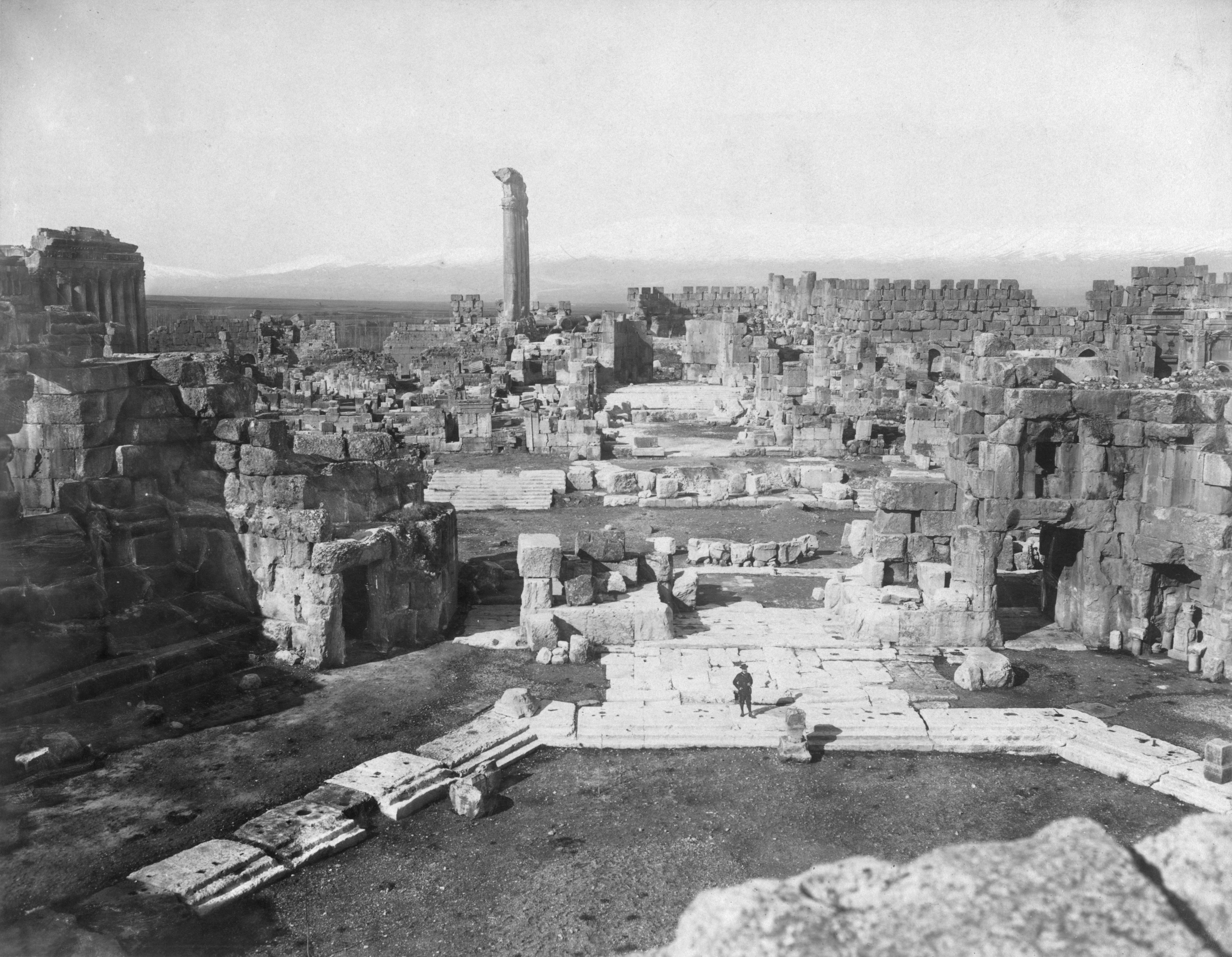
19세기 바알벡의 조감도
바알베크 신전의 파노라마 사진

## 같이 보기
- 레바논의 가톨릭 교구 목록